# Go Away from My World
Go Away from My World — третий студийный альбом Марианны Фейтфулл, выпущенный только в США. В качестве исполнительного продюсера выступил Эндрю Луг Олдем вместе с Дэвид Бейли и Джеред Манковиц, который также был ответственен за фотографию.
Песня «Come My Way» ранее была выпущена на предыдущем альбоме и только в Великобритании, но однако версия, выпущенная для этого альбома, имеет другую сессию и значительно отличается от той, которая включена здесь. В январе 1966 года альбом занял 81 место в Billboard 200.

## Список композиций
1. «Go Away from My World» (Джон Марк[англ.])
2. «Yesterday» (Джон Леннон, Пол Маккартни)
3. «Come My Way» (Традиционная)
4. «The Last Thing on My Mind[англ.]» (Том Пакстон)
5. «How Should True Love» (Альфред Деллер)
6. «Wild Mountain Time[англ.]» (Фрэнсис Макпик)
7. «Summer Nights» (Брайан Хендерсон, Лиза Страйк)
8. «Mary Ann» (Традиционная)
9. «Scarborough Fair» (Традиционная)
10. «Lullabye» (Джон Марк)
11. «North Country Maid» (Традиционная)
12. «Sally Free and Easy» (Сирил Тоуни[англ.])